# Asylum of the Daleks
Asylum of the Daleks este primul episod din seria a 7-a a serialului britanic științifico-fantastic Doctor Who. Subiectul principal al acestui episod este rasa Daleks. A avut premiera pe BBC One, BBC America și Space la 1 septembrie 2012, a rulat pe ABC1 Australia la 8 septembrie 2012.
Matt Smith este Al unsprezecelea Doctor.

## Prezentare
Doctorul împreună cu Amy si Rory, care sunt pe cale să divorțeze, sunt răpiți de către Dalek. Ei ajung în fața Parlamentului Dalek și Doctorul este destul de surprins când afla din ce cauză: aceștia doresc ca Doctorul să-i salveze. O navă s-a prăbușit în singurul loc în care ei nu vor merge - Asylum, unde Dalek nebuni sunt trimiși ca să trăiască. Odată ajunși aici, ei sunt asistați de către singurul supraviețuitor al accidentului, Oswin, care așteaptă să fie salvat de un an și care a făcut sufleu pentru a trece timpul. Ceea ce face ca Doctorul să-i pună cea mai importantă întrebare dintre toate: de unde a făcut rost de lapte?